# 奧諾島 (阿拉巴馬州)
奧諾島（英語：Ono Island）是一個位於美國阿拉巴馬州鮑德溫縣的非建制地區。該地的面積和人口皆未知。

## 地理
奧諾島的座標為30°17′15″N 87°30′07″W / 30.287500°N 87.501944°W，而該地最高點為海拔高度10米（即33英尺）。